# Жена священника (фильм, 1996)
«Жена́ свяще́нника» (англ. The Preacher's Wife) — кинофильм американского режиссёра Пенни Маршалл. Ремейк фильма 1947 года «Жена епископа».

## Сюжет
Предрождественское время. Священник Генри Биггс особенно занят делами в церкви и заботами о членах прихода. Он уделяет мало времени семье и жене Джулии, их брак на грани распада. В это время, чтобы помочь семье, появляется ангел по имени Дадли, однако неожиданно сам становится источником новых проблем.

## В ролях
- Дензел Вашингтон — Дадли
- Уитни Хьюстон — Джулия Биггс
- Кортни Б. Вэнс — пастор Генри Биггс
- Грегори Хайнс — Джо Гамильтон
- Лоретта Дивайн — Беверли
- Лайонел Ричи — Бристол

## Награды
Номинация на премию «Оскар» за лучшую музыку к фильму. Премия «Epiphany Prize» как наиболее вдохновляющий фильм 1996 года.